# Дятлово-3
Дя́тлово-3 — деревня в Зарайском районе Московской области, в составе муниципального образования сельское поселение Каринское (до 29 ноября 2006 года входила в состав Летуновского сельского округа).

## География
Дятлово-3 расположена в 13 км на юго-восток от Зарайска, на запруженном безымянном правом притоке реки нижний Осётрик, высота центра деревни над уровнем моря — 159 м.

## Население
| 2002 | 2006 | 2010 |
| ---- | ---- | ---- |
| 104  | ↘94  | ↘92  |

## История
Дятлово-3 впервые в исторических документах, уже в качестве села, упоминается в 1509 году, по Приправочным книгам 1616 года в селе стояла церковь Рождества Богородицы. В 1858 году, уже в деревне, числился 81 двор и 353 жителя, в 1906 году — 85 дворов и 588 жителей. В 1932 году был образован колхоз «Красный факел», с 1950 года вошёл в колхоз им. 1 Августа, с 1960 года — в составе совхоза «Родина».